# Nicolás Maduro Guerra
Nicolás Ernesto Maduro Guerra (Caracas, 21 de junio de 1990), también conocido como Nicolasito, es un economista y político venezolano. Es hijo del presidente de Venezuela, Nicolás Maduro Moros. Es diputado a la Asamblea Nacional de Venezuela en la V Legislatura por el estado La Guaira. Anteriormente fue miembro de la Asamblea Nacional Constituyente entre 2017 y 2020. Es dirigente del Partido Socialista Unido de Venezuela.

## Familia y formación
Hijo del primer matrimonio de Nicolás Maduro, con Adriana Guerra Angulo. Desde pequeño estuvo interesado en artes. Asistió a la Universidad Nacional Experimental Politécnica de la Fuerza Armada Bolivariana donde se especializó en economía.
Se casó con Grysell Torres, con quien tiene dos hijas: una nacida en 2007 y la menor, Victoria nacida en 2012. 

## Carrera política
En su temprana juventud, trabajó con su padre en el partido de gobierno el PSUV. Chicago Tribune identifica que el ascenso político de Maduro Guerra inicia con la llegada de su padre al poder en 2013. En 2014 fue electo delegado del Partido Socialista Unido de Venezuela en la parroquia El Valle de Caracas.

### Cuerpo de Inspectores Especiales de la Presidencia
Tras el ascenso de su padre a Presidente de Venezuela le asignaron el puesto de «Jefe del Cuerpo de Inspectores Especiales de la Presidencia de la República», cargo recientemente creado.
El 23 de septiembre de 2014, le asignaron el cargo de Coordinador de la Escuela Nacional de Cine.

### Miembro de la ANC

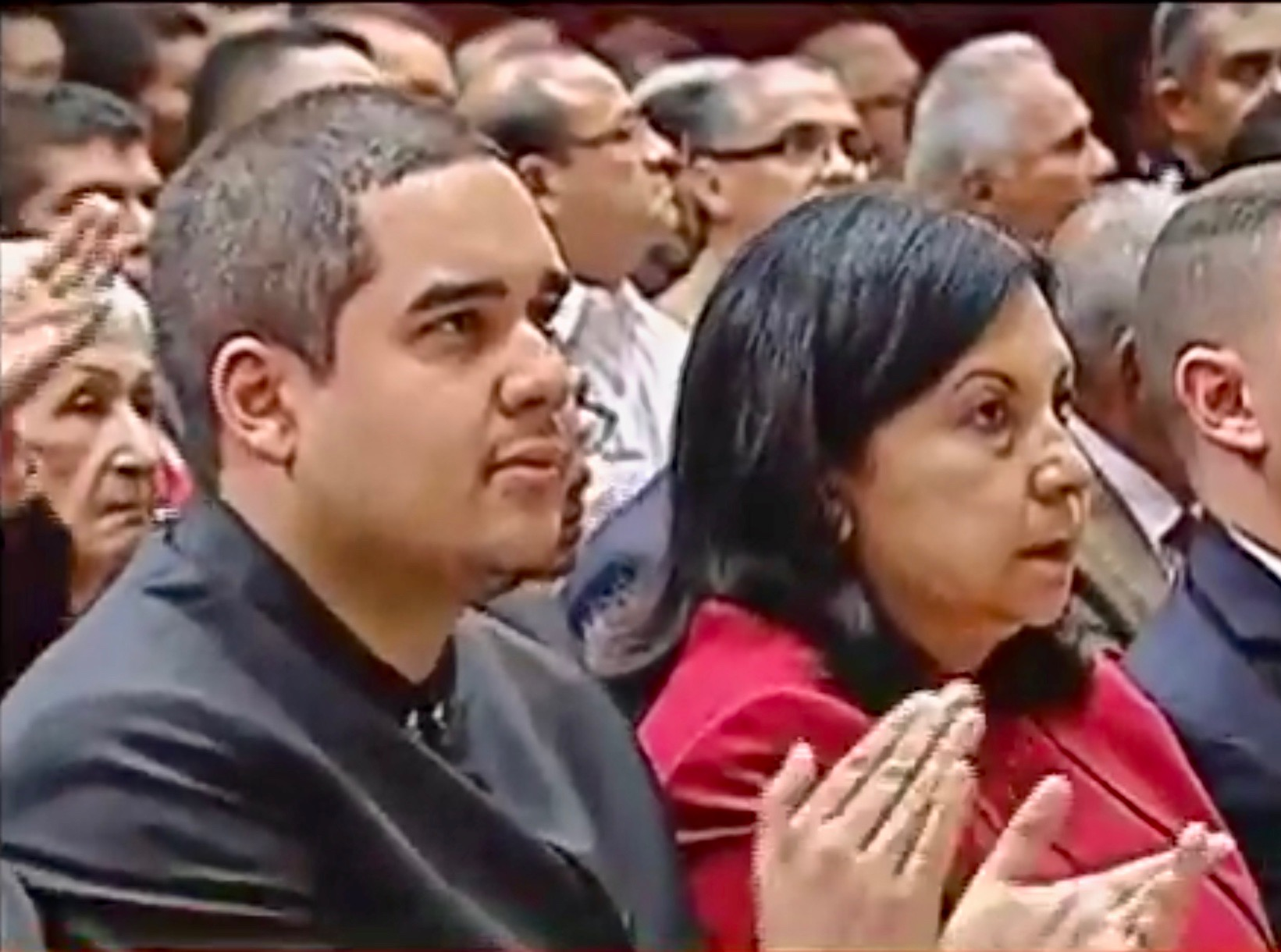
Maduro Guerra en la ANC.

En abril de 2017, anunció su candidatura a la Asamblea Nacional Constituyente, por el PSUV, y fue elegido en las elecciones de la misma el 30 de julio del mismo año. En agosto del mismo año, en las primeras sesiones de la Constituyente, se debatió el interés del gobierno estadounidense presidido Donald Trump sobre Venezuela, donde afirmó que «¡Si Estados Unidos llega a mancillar el suelo patrio, los fusiles llegarían a Nueva York y tomaríamos la Casa Blanca!». La frase, además de controversia, generó críticias por aparentemente confundir a Nueva York con Washington D. C., capital de los Estados Unidos donde está ubicada la Casa Blanca.
En 2018 figuró como miembro de la junta directiva del Sistema Nacional de Orquestas Juveniles e Infantiles.

### Diputado de la AN
En las elecciones parlamentarias de 2020 fue electo diputado a la Asamblea Nacional por el PSUV. Fue designado vicepresidente de la Comisión Permanente de Economía, Finanzas y Desarrollo Nacional.
El 11 de julio de 2023, en un evento de la Academia Militar del Ejército, Maduro Guerra fue nombrado padrino de la promoción "Batalla Naval Del Lago de Maracaibo", donde 896 oficiales recibieron sus diplomas y reconocimientos de su mano. Tres días después, el 14 de julio, recibió un doctorado honoris causa de la Universidad Rafael María Baralt (Unermb). Este título, tradicionalmente reservado para reconocer méritos especiales.La entrega del honoris causa a Maduro Guerra ha sido vista por algunos como una devaluación de este reconocimiento académico, con críticas enfocándose en la falta de méritos académicos, científicos o literarios por parte del homenajeado. En contraste, también ha habido felicitaciones y muestras de apoyo, reflejando una división de opiniones.
Tras los comentarios de su padre en días anteriores y a vísperas de las elecciones sobre un «baño de sangre» en el país si no ganaba, Maduro Guerra aclaró que «si Edmundo González gana, entregamos y seremos oposición».

## Imagen pública
Aunque Venezuela no tiene una historia de dinastías políticas, el politólogo Guillermo Tell Aveledo ha señalado la curiosa figura ascendente de Maduro Guerra en el panorama político, destacando la falta de una carrera previa en administración pública o dentro del partido antes de la presidencia de su padre.
Maduro Guerra ha indicado que no tiene aspiraciones presidenciales inmediatas, aunque no descarta estar en posiciones de responsabilidad según se le encomienden.

## Controversias

### Nepotismo
Su padre y madrastra fueron denunciados de nepotismo, tras haber colocado en el poder a sus familiares. El 25 de enero de 2017, el presidente Maduro volvió a nombrar a su hijo director de un cargo recientemente establecido, el «Director General de delegaciones e instrucciones presidenciales del Vicepresidente», y planteó más denuncias de nepotismo.

### Incidente en la boda de José Zalt
En la boda de José Zalt, un hombre de negocios sirio-venezolano propietario de la marca de ropa Wintex, el 14 de marzo de 2015, Maduro Guerra fue recibido con una lluvia de dólares en la reunión en el lujoso Hotel Gran Meliá en Caracas. El incidente causó indignación entre los venezolanos que creían que esto era algo hipócrita por parte del presidente Maduro, especialmente porque muchos venezolanos estaban experimentando dificultades debido al mal estado de la economía y debido a las denuncias públicas del presidente sobre el capitalismo.

### Incidente de fotografía
Una mujer llamada Rita Morales le tomó fotografías con su celular a Maduro Guerra cuando se encontraba en una fiesta de primera comunión en el club Creole de Maracaibo. Según testigos del hecho, Maduro llegó a la fiesta de primera comunión de uno de los miembros de la familia Morón rodeado de guardaespaldas y apartado del resto de los invitados. Los guardaespaldas, al darse cuenta de que habían fotografiado a Maduro Guerra, trataron de quitarle el celular a la mujer y obligarla a borrar las imágenes. Morales se negó y se fue de la fiesta; días después del incidente su casa fue visitada por funcionarios, que, según testigos, le rompieron el teléfono. El 8 de junio de 2017, funcionarios del Servicio Bolivariano de Inteligencia Nacional (SEBIN) detuvieron a Morales y a su esposo cuando se disponían a abordar un avión privado para ir a Aruba en el terminal privado del aeropuerto de La Chinita. Morales fue llevada a la sede del SEBIN en El Helicoide.

### Sanciones
Estados Unidos sancionó a Maduro Guerra el 28 de junio de 2019 por ser un funcionario actual o anterior del gobierno de Venezuela, además de ser miembro de la Asamblea Nacional Constituyente de Venezuela.

### Corrupción
El 10 de enero de 2023, el diario El Nacional publicó una serie de tres artículos de investigación relacionada con los hermanos Ricardo José y Santiago José Morón Hernández, quienes fueron sancionados por la Oficina de Control de Activos Extranjeros (OFAC) de Estados Unidos en julio de 2020 y presuntamente habrían participado en esquemas de corrupción relacionadas con transacciones ilegales efectuadas por Nicolás Maduro Guerra. Como consecuencia, los coautores de la investigación, los periodistas Carola Briceño y Ramón Hernández, al igual que sus familiares, han ido hostigados a través de cuentas anónimas relacionadas con el oficialismo en redes sociales.

### Participación en Petrozamora
Nicolás Maduro Guerra ha sido una figura central en desarrollos dentro de la industria petrolera y de minerales en Venezuela, particularmente en relación con la empresa mixta Petrozamora. El gobierno venezolano, bajo el régimen de su padre, cedió el 40% de su participación en Petrozamora, perteneciente a la Corporación Venezolana de Petróleo, a GazMin International Group, una empresa de reciente creación vinculada a Santiago y Ricardo Morón Hernández.Los hermanos Morón Hernández, señalados por autoridades estadounidenses como testaferros de Maduro Guerra, están implicados en el tráfico de oro, coltán y otros minerales. Esta cesión de participación en Petrozamora ha suscitado críticas, especialmente debido a que anteriormente este paquete accionario pertenecía a la empresa rusa GPB Global Resources.
La relación entre los hermanos Morón Hernández y Maduro Guerra ha sido objeto de escrutinio. Santiago, abogado, y Ricardo, ingeniero civil y ex corredor de bolsa y agente financiero, han sido acusados por el Departamento del Tesoro de EE. UU. de facilitar y habilitar el régimen de Venezuela. Se ha reportado que GazMin International Group sería utilizada como fachada para exportar crudo de Petrozamora a la empresa Nynas AB en Suecia, burlando así sanciones y restricciones internacionales.Nicolás Maduro Guerra ha tenido un papel destacado en el gobierno venezolano, ocupando una banca en la Asamblea Nacional y desempeñándose anteriormente como diputado por la Asamblea Nacional Constituyente (ANC). En 2014, fue designado jefe del Cuerpo de Inspectores Especiales de la Presidencia de la República, con la tarea de "vigilar" los recursos del Estado y fue el principal investigador del caso Odebrecht en Venezuela, una investigación que no progresó significativamente.
Además de su formación en Economía Social en la Universidad Nacional Experimental Politécnica de la Fuerza Armada Bolivariana (UNEFA), Nicolás Maduro Guerra también ha estado involucrado en el Sistema Nacional de Orquestas y Coros Juveniles e Infantiles de Venezuela y en el proyecto de la Escuela Nacional de Cine, a pesar de su aparente falta de experiencia en el campo cinematográfico.